# Audrey Wood
Audrey Wood (Little Rock, Arkansas, 12 de agosto de 1948) es una escritora de literatura infantil estadounidense.

## Carrera
Audrey actualmente reside en Santa Bárbara, California. Una prolífica autora, ha escrito cerca de cincuenta libros infantiles, algunos de los cuales fueron ilustrados por su esposo Don. Algunas de sus obras han recibido excelentes reseñas por parte de la crítica especializada, como el caso de Moonflute (primer libro en colaboración con su esposo) y The Napping House. Recibió la prestigiosa Medalla Caldecott por su libro King Bidgood's in the Bathtub.

## Obras
- Blue Sky
- Duffy Time
- Oh My Baby Bear
- Elbert's Bad Word
- Rude Giants
- Silly Sally
- Little Penguin's Tale
- Tugford Wanted To Be Bad
- The Red Racer
- Weird Parents
- Alphabet Adventure (ilustrado por Rhianna Piper)
- Alphabet Mystery
- Alphabet Rescue
- Balloonia
- The Little Mouse, The Red Ripe Strawberry, and The Big Hungry Bear (junto a Don Wood)
- Birdsong
- A Book for Honey Bear: Reading Keeps the Sighs Away
- A Dog Needs a Bone!
- Bright and Early Thursday Evening: A Tangled Tale
- The Bunyans
- The Deep Blue Sea
- Detective Valentine
- The Flying Dragon Room
- Heckedy Peg
- Into the Napping House
- Jubal's Wish
- King Bidgood's in the Bathtub
- Little Mouse and the Big Red Strawberry
- Magic Shoelaces
- The Napping House
- Orlando's Little While Friends (junto a Don Wood)
- Piggie Pie-Po
- Presto Change-o
- The Princess and the Dragon
- Quick as a Cricket
- The Rainbow Bridge
- Scaredy Cats
- Sweet Dream Pie
- Ten Little Fish
- Three Sisters
- Tickle-Octopus
- The Tooth Fairy
- Twenty-Four Robbers
- When the Root Children Wake Up

### Libros navideños
- The Christmas Adventure of Space Elf Sam
- A Cowboy Christmas: The Miracle at Lone Pine Ridge
- The Horrible Holidays
- Merry Christmas: Big Hungry Bear